# Logan Currie
Logan Currie (* 24. Juni 2001 in Ashburton) ist ein neuseeländischer Radrennfahrer.

## Sportlicher Werdegang
In der Saison 2021 wurde Currie Mitglied in der Black Spoke Pro Cycling Academy. 2022 gewann er das Einzelzeitfahren bei den Ozeanienmeisterschaften, 2022 und 2023 wurde er jeweils neuseeländischer U23-Meister im Einzelzeitfahren. Dabei war er 2023 fast zwei Minuten schneller als der Sieger im Rennen der Elite. Bei den Weltmeisterschaften 2022 verpasste er als Vierter nur knapp die Medaillenränge. Zudem sicherte er sich 2022 und 2023 die Nachwuchswertung mehrerer Etappenrennen, unter anderem bei der Dänemark-Rundfahrt 2023.
Nach Auflösung seines Teams nach der Saison 2023 wechselte er zur Folgesaison zum UCI ProTeam Lotto Dstny. 2024 wurde er erstmals in der Elite nationaler Meister im Einzelzeitfahren.

## Erfolge
2018
- Neuseeländischer Meister – Einzelzeitfahren (Junioren)

2022
- Ozeanienmeister – Einzelzeitfahren (U23)
- Neuseeländischer Meister – Einzelzeitfahren (U23)
- Mannschaftszeitfahren New Zealand Cycle Classic
- Nachwuchswertung Tour de la Mirabelle
- Nachwuchswertung Course Cycliste de Solidarność et des Champions Olympiques

2023
- Neuseeländischer Meister – Einzelzeitfahren (U23)
- Nachwuchswertung Griechenland-Rundfahrt
- Nachwuchswertung Dänemark-Rundfahrt

2024
- Neuseeländischer Meister – Einzelzeitfahren